# Meghalaya
Il Meghalaya () è uno Stato dell'India nord-orientale.
Confina a nord, ad est e ad ovest con l'Assam ed a sud col Bangladesh. La capitale è Shillong, che conta 143 229 abitanti.

## Origine del nome
La parola "Meghalaya" è composta da due termini in Sanscrito, Megham che significa nuvole e alayam che significa dimora

## Storia
Lo stato del Meghalaya venne costituito il 21 gennaio 1972 dalla fusione di due distretti dell'Assam, quello dei Monti Khasi e Monti Jaintia Uniti, e quello dei Monti Garo. Prima dell'istituzione dello stato i due distretti avevano goduto di stato di semi-autonomia dal 1970.
Le tribù dei Khasi, dei Garo, e dei Jaintia avevano ciascuna un proprio regno, ed erano riuscite a mantenere la propria indipendenza dalle vicine Birmania ed India per molto tempo. Nel XIX secolo furono assoggettate dall'India britannica, che ne incorporò i territori nell'Assam nel 1835, concedendo però ai tre popoli uno statuto autonomo.
Con la spartizione del Bengala del 1905 operata da Lord Curzon, il Meghalaya divenne parte della neonata provincia del Bengala Orientale ed Assam. Tale spartizione fu annullata nel 1912, quando il Meghalaya entrò a far parte della provincia dell'Assam.
Il 3 gennaio 1921 il governatore dichiarò i territori dell'attuale Meghalaya, a parte gli stati Khasi, aree sottosviluppate, ed un decreto del 1935 li divise invece in due categorie, rispettivamente definite area "esclusa" e area "parzialmente esclusa".
Con l'Indipendenza dell'Unione Indiana nel 1947 l'attuale Meghalaya costituiva due distretti dello stato dell'Assam e godeva di una limitata autonomia.
La legge sulla riorganizzazione dell'Assam del 1969 (Meghalaya Act), entrò in vigore il 2 aprile 1970, e pur mantenendo la regione sotto la giurisdizione dell'Assam, accordò uno statuto speciale allo stato autonomo del Meghalaya, la cui assemblea legislativa, secondo le norme della costituzione, fu composta da 37 deputati.
Nel 1971, il Parlamento indiano emise la legge di riorganizzazione dei territori nord-orientali (Reorganization Act), che contemplava la piena autonomia del Meghalaya all'interno dell'Unione Indiana, ufficializzata con l'insediamento del proprio parlamento il 21 gennaio 1972.

## Geografia
Il Meghalaya è una striscia di terra prevalentemente montuosa che si estende sull'asse est-ovest per circa 300 km, larga nel suo punto massimo 100 km, con una superficie totale di circa 22.429 km². Nel 2011 sono stati censiti 2.964.007 abitanti.
Nella parte centrale dello stato si erge il vasto altopiano di Shillong, che racchiude le catene montuose Khasi, Garo e Jaintia e tocca i 2.000 metri di altitudine; declina a nord nella valle del Brahmaputra, fiume che non bagna lo stato, e a sud nelle grandi pianure del Bangladesh. Circa un terzo del territorio è coperto da foreste subtropicali di rare specie di piante semi-sempreverdi, dove trovano rifugio rare specie animali, tra cui diversi tipi di scimmie e l'orso. Tali foreste al sud ed al nord sono nelle pianure, mentre quelle centrali, situate nell'altopiano, hanno caratteristiche differenti.

## Società

### Etnie e minoranze straniere
Le più importanti tribù del Meghalaya sono i Jaintia, i Khasi ed i Garo.

## Geografia antropica

### Suddivisioni amministrative
Dal 2012 i distretti del Meghalaya sono 11:
| Distretto                  | Capoluogo    |
| -------------------------- | ------------ |
| Monti Garo Meridionali     | Baghmara     |
| Monti Garo Occidentali     | Tura         |
| Monti Garo Orientali       | Williamnagar |
| Monti Garo Settentrionali  | Resubelpara  |
| Monti Garo Sudoccidentali  | Ampati       |
| Monti Jaintia Occidentali  | Jowai        |
| Monti Jaintia Orientali    | Khliehriat   |
| Monti Khasi Occidentali    | Nongstoin    |
| Monti Khasi Orientali      | Porompat     |
| Monti Khasi Sudoccidentali | Mawkyrwat    |
| Ri Bhoii                   | Nongpoh      |

## Economia
L'economia si basa sull'agricoltura e le colture più importanti sono le patate, il riso, il mais gli ananas e le banane. È fiorente la clandestina attività mineraria che il governo non estirpa e che, secondo un'inchiesta condotta dall'emittente francese France 24, impiega bambini come manodopera. Nel settore dei servizi le maggiori agenzie sono quelle immobiliari ed assicurative. Il prodotto interno lordo statale si aggirava nel 2004 sugli 1,6 miliardi di dollari.

### Agricoltura
Quasi il 10% del territorio Meghalayano è coltivato. L'agricoltura è praticata con limitato ricorso a tecnologie moderne e secondo i dettami occidentali è considerata a bassa produttività. Malgrado occupi la maggioranza dei lavoratori nazionali, l'apporto dell'agricoltura al PIL è basso e si hanno sacche di povertà fra gli addetti. Si preserva il metodo tradizionale di rotazione colturale localmente noto come "Jhum".
I cereali (230.000 tonnellate/anno) sono la maggior coltura Meghalayana ed occupano 1.330 km², quasi il 60% dell'intero territorio arabile. Il riso abbonda e costituisce più dell'80% del prodotto agricolo nazionale.

### Turismo

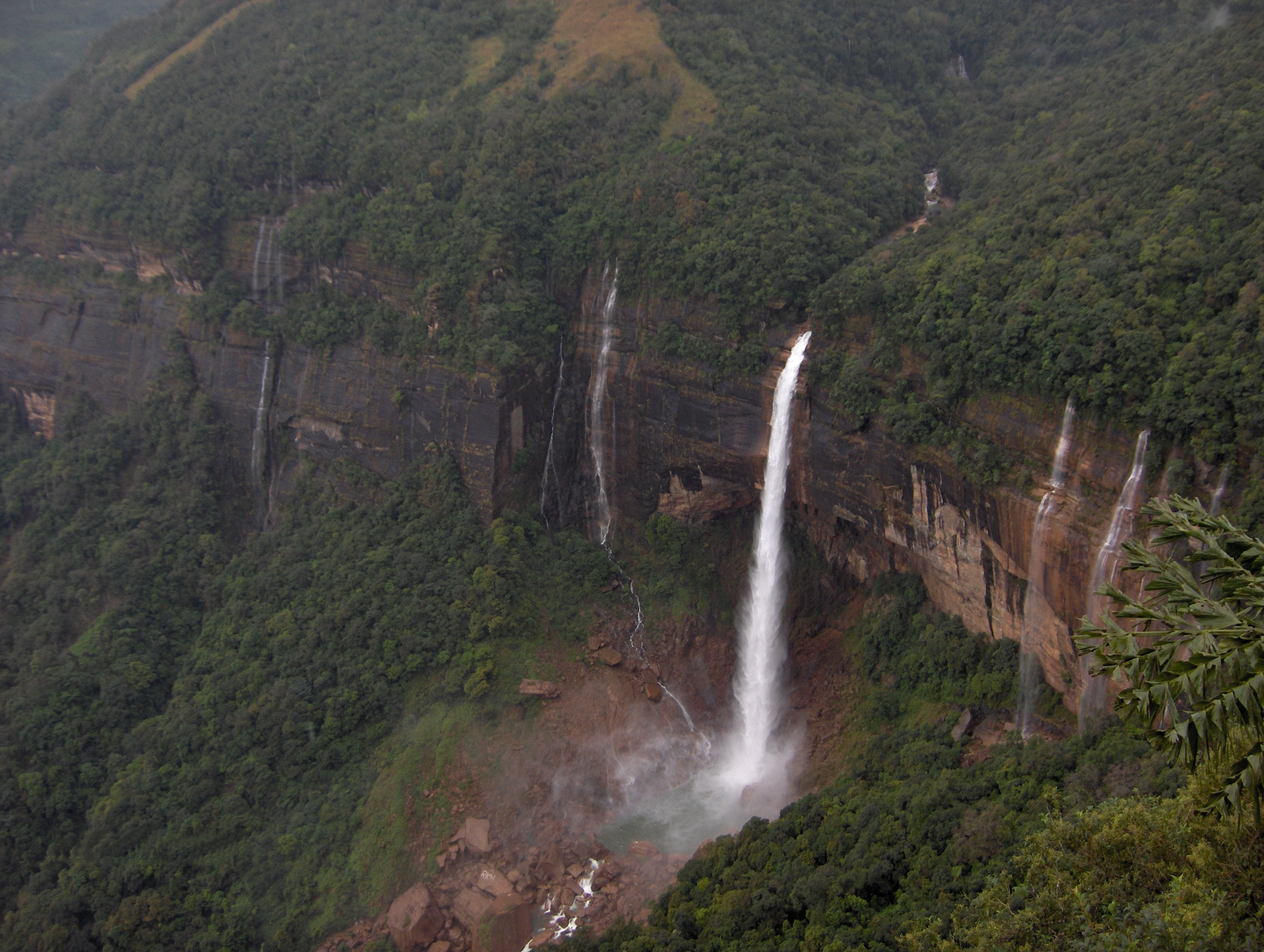
Cascate Nohkalikai

Un tempo, i turisti stranieri dovevano munirsi di speciali permessi per penetrare nei territori dell'attuale Meghalaya. Ora le restrizioni sono state rimosse (1955).
Il Meghalaya possiede alcune delle più folte foreste dell'India ed è tappa di circuiti di ecoturismo; ha due parchi nazionali e tre riserve naturalistiche.
Vi si pratica inoltre l'alpinismo, l'arrampicata, il trekking e lo hiking, oltre a sport acquatici.

## Ambiente
- Parco nazionale di Balphakram
- Parco nazionale di Nokrek

## Governo e politica

### Governo e poteri
Come molti altri stati indiani, il Meghalaya ha un parlamento monocamerale che conta attualmente su 60 deputati. Lo stato ha anche due rappresentanti nel Lok Sabha, la camera bassa del parlamento indiano, uno da Shillong e uno da Tura, ed un delegato anche nel Rajya Sabha, la camera alta. Il capo di Stato del Meghalaya è formalmente il governatore nominato dal parlamento indiano. Il potere esecutivo però è nelle mani del primo ministro.
Il Meghalaya non ha una Corte Suprema propria, e si trova sotto la giurisdizione dell'Alta Corte del Guwahati, in Assam, che ha un ufficio decentrato a Shillong dal 1974.

## Dati
- Area: 22,429 km²
- Popolazione: 2.964.007 (2011)
  - Gruppi etnici:
    - Khasi: 49%
    - Garo: 34%
    - Bengali: 2.5%
    - Shaikh: 2.3%
    - Koch: 2.8%
    - Hajong: 1.8%
    - Altri: 10.4%

  - Religioni:[6]
    - Cristiani: 70.3%
    - Animisti: 11.5%
    - Induisti: 13.3%
    - Musulmani: 4.3%
- Capitale: Shillong (popolazione 314.610)